# Lionel Barrymore
Lionel Barrymore, Lionel Herbert Blythe (Philadelphia, 1878. április 28. – Los Angeles, 1954. november 15.) Oscar-díjas amerikai színész, rendező.

## Fiatalkora
1878. április 28-án született Philadelphiában egy színészcsalád gyermekeként. Édesapja Maurice Barrymore angol születésű híres színpadi színész, édesanyja Georgiana Drew színésznő volt. Testvérei a szintén színész John Barrymore és Ethel Barrymore voltak. Római katolikus hit szerint nevelkedett, tanulmányait a philadelphiai Episzkopális Akadémián végezte.
Az első világháború alatt elkapta a spanyolnáthát, csak a fertőtlenítőnek használt hideg alkoholos fürdők mentették meg életét.
Első feleségétől, Doris Rankintől két lánya született: Ethel és Mary. Tragikus módon egyik gyermeke sem élte túl a csecsemőkort. Barrymore soha nem heverte ki leányai halálát, és kétségtelenül ez vezetett házassága megromlásához, majd válásához. Évekkel később kiterjesztette atyai szeretetét Jean Harlowra, aki körülbelül lányaival lehetett volna egyidős. Mikor Harlow 1937-ben fiatalon elhalálozott, Barrymore úgy gyászolta, mintha a saját lányát vesztette volna el.

## Pályafutása
Színházi pályafutását az 1890-es évek közepén kezdte, anyai nagyanyjával, az elismert angol színpadi színésznővel, Louisa Lane Drewval lépett fel. Az 1910-es évek elején alapozta meg a hírnevét a New York-i Broadwayen drámai és karakterszínészként. Feleségével, Doris Rankinnel gyakran lépett fel együtt a színpadon.
Filmes karrierje 1911-ben indult D. W. Griffith oldalán. Rövidfilmeket rendezett, és kisebb szerepeket elvállalt színészként is. Jó kapcsolatot ápolt Louis B. Mayerrel a Metro Picturesnél, számos filmet gyártott a stúdió számára, melyek többsége mára elveszett.

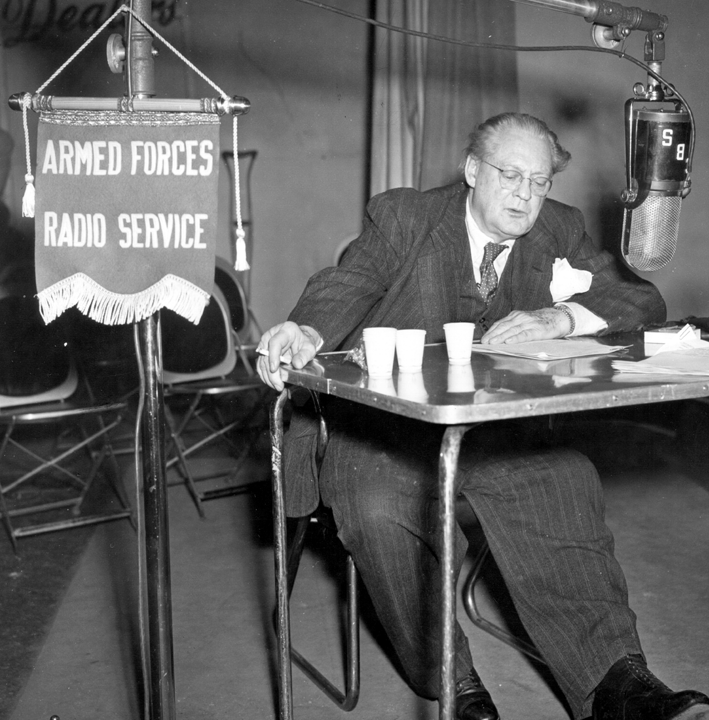
Barrymore egy rádióműsorban 1947. körül

1923-ban elvált Doris Rankintől és hozzáment a szintén színésznő Irene Fenwickhez. Olaszországba utaztak nászútra, amit munkával is összekötött, mert Rómában leforgatta a The Eternal City című filmet. Egy évvel később Németországba ment, hogy szerepeljen a brit producer-rendező Herbert Wilcox angol-német koprodukciójában készült Decameron Nights című filmjében. 1926-tól kezdve szinte csak a Metro-Goldwyn-Mayernek dolgozott, olyan sztárokkal, mint John Gilbert, Lon Chaney, Jean Harlow, Wallace Beery, Marie Dressler, Greta Garbo és öccse John.
Egyik korabeli nem MGM gyártásban készült filmje, az 1928-ban bemutatott Miss Sadie Thompson című némafilm volt Gloria Swanson oldalán. A hangosfilmek betöréséből hamar előnyt kovácsolt, a hangteszteken nagy elégedettségnek örvendett színpadon edzett hangja. 1929-ben visszatért a rendezéshez, a Madame X című filmjét Oscar-díjra is jelölték "legjobb rendezés" kategóriában. 1931-től kezdve azonban már csak a színészettel foglalkozott, még abban az évben elnyerte az Oscart "legjobb férfi főszereplő" kategóriában az Egy szabad lélekben nyújtott alakításával. Barrymore sokoldalú színész volt, hitelesen formálta meg a gonosz Raszputyint a Raszputyin és a cárné (1932) című filmben, melyben öccse John és húga Ethel voltak partnerei, de a beteges Oliver Jordan karakterét is nagy átéléssel játszotta el a Vacsora nyolckorban (1933), a produkcióban John szintén szerepelt, habár nem volt közös jelenetük.
A '30-as és '40-es években kissé sztereotip lett, mint mogorva, de szerethető idősebb úr: Grand Hotel (1932), A bátrak kapitánya (1937), Így élni jó (1938), Párbaj a napon (1946) és Key Largo (1948). Talán legismertebb szerepe - köszönhetően az évenkénti karácsonyi ismétléseknek - Mr. Potter, a fukar és galád bankár volt Az élet csodaszépben (1946).
Barrymore gyűlölte az adózási rendszert, amely élete végéig munkában tartotta. Az '50-es évektől kezdve szívesen dolgozott televíziós produkciókban, de továbbra is hű maradt öreg barátjához Louis B. Mayerhez és az MGM-hez.

## Halála
1954. november 15-én hunyt el Los Angelesben szívinfarktus következményében, a kelet Los Angeles-i Calvary Cemeteryben helyezték örök nyugalomra. A filmiparban betöltött helyének köszönhetően csillagja megtalálható a Hollywood Walk of Fame-en.

## Fontosabb filmjei színészként
- 1952 - Magányos csillag (Lone Star) - Andrew Jackson
- 1950 - Jobbhorog (Right Cross) - Sean O'Malley
- 1948 - Key Largo - James Temple
- 1946 - Párbaj a napon (Duel in the Sun) - Jackson McCanles
- 1946 - Az élet csodaszép (It's a Wonderful Life) - Henry F. Potter
- 1944 - Mióta távol vagy (Since You Went Away) - lelkész
- 1942 - Tennessee Johnson - Thaddeus Stevens
- 1941 - Ó, légy jó hozzám! (Lady Be Good) - Murdock bíró
- 1938 - Így élni jó (You Can't Take It with You) - Martin Vanderhof
- 1938 - Berepülőpilóta (Test Pilot) - Howard B. Drake
- 1938 - Oxfordi diák (A Yank at Oxford) - Dan Sheridan
- 1937 - Saratoga - Clayton nagyapa
- 1937 - A bátrak kapitánya (Captains Courageous) - Disko Troop kapitány
- 1936 - A kaméliás hölgy (Camille) - Monsieur Duval
- 1935 - A vámpír jele (Mark of the Vampire) - professzor
- 1935 - Copperfield Dávid (David Copperfield) - Daniel Peggotty
- 1934 - Kincses sziget (Treasure Island) - Billy Bones
- 1934 - A Missouri-beli lány (The Girl from Missouri) - Thomas Randall Paige
- 1933 - Vacsora nyolckor (Dinner at Eight) - Oliver Jordan
- 1932 - Raszputyin és a cárné (Rasputin and the Emperess) - Rasputin
- 1932 - Grand Hotel - Otto Kringlelein
- 1932 - Arséne Lupin - Guerchard detektív
- 1931 - Mata Hari - Serge Shubin tábornok
- 1931 - Egy szabad lélek (A Free Soul) - Stephen Ashe
- 1928 - Nyugat-Zanzibár (West of Zanzibar) - Mr. Crane
- 1928 - Miss Sadie Thompson (Sadie Thompson) - Alfred Davidson
- 1913 - Csata Elderbush Gulchnál (The Battle at Elderbush Gulch) - katona

## Fordítás
- Ez a szócikk részben vagy egészben  a   Lionel_Barrymore című angol Wikipédia-szócikk fordításán alapul.  Az eredeti cikk szerkesztőit annak laptörténete sorolja fel. Ez a jelzés csupán a megfogalmazás eredetét és a szerzői jogokat jelzi, nem szolgál a cikkben szereplő információk forrásmegjelöléseként.